# Игнатий Антоний I
Игнатий Антоний I, в миру — Антун Самхери (3 ноября 1801 год, Мосул, Османская империя — 16 июня 1864 года, Мардин, Османская империя) — седьмой патриарх Сирийской католической церкви с титулами «Патриарх Антиохии и всего Востока» и «епископ Бейрута» с 30 ноября 1853 года по 16 июня 1864 года.

## Биография
Родился 3 ноября 1801 года в Мосуле в семье, которая принадлежала к Сиро-яковитской церкви. После получения школьного образования изучал богословие в образовательных учреждениях Сиро-яковитской церкви. 15 августа 1822 года был рукоположён в сан священника. В январе 1826 года был назначен Синодом Сиро-яковитской церкви вспомогательным епископом для епархии Мардина с правом наследования патриаршей кафедры. Был рукоположен сиро-яковитским патриархом Игнатием Георгием V.
Познакомившись с сирийским католическим патриархом Игнатием Петром VII, решил перейти в Католическую церковь. 17 марта 1828 года официально перешёл в католичество вместе епископом Иерусалима Григорием Иссой Махфузом и 150 семьями верующих. Подписав своё исповедание, послал его Римскому папе Льву XII. За этот поступок был арестован османскими властями и находился в заключении в течение восьми месяцев, пока не был освобождён за денежный выкуп.
Был назначен Святым Пестолом епископом в Мардине и в 1840 году был назначен викарием мелькитской епархии Диярбакыра. После кончины патриарха Игнатия Петра VII 30 ноября 1853 года был избран на Синоде Сирийской католической церкви на патриаршую кафедру и 8 декабря этого же года. В начале 1854 года совершил поездку в Рим, где 7 апреля этого же года получил из рук Римского папы Пий IX подтверждение его избрания на патриаршую кафедру. После Рима совершил поездку по европейским странам для сбора пожертвований для Сирийской католической церкви. Путешествовал по Франции, Бельгии и Нидерландам, где его приглашали ко двору монаршие особы. В частности, был крёстным отцом единственного ребёнка Наполеона III Наполеона Эжена. В 1856 году возвратился на родину и приступил к строительству храмов на средства, которые он получил в Европе. Построил церковь, здание семинарии и патриаршую резиденцию в Мардине, которые были разрушены в 1850 году во время антихристианских погромов.
Скончался 16 июня 1864 года в Мардине. После его смерти Святой Престол назначил патриаршим местоблюстителем епископа Георгия Шелхота, который в 1866 году стал его преемником.